# 日通事件
日通事件（にっつうじけん）は、1968年に発覚した汚職事件。

## 概要
日本通運が1940年（昭和15年）以来独占輸送をしている米麦などの政府食糧について、国鉄をバックにした全国通運が新規参入を目指して猛運動を展開し、1967年（昭和42年）4月の衆議院予算委員会で社会党の猪俣浩三、民社党の竹本孫一が「米麦輸送をなぜ日通にだけ請け負わせるのか」と攻撃した際に、社会党の大倉精一（元日通労組委員長）と自民党の池田正之輔に対し、議会発言をしないよう働きかける見返りとして、大倉には200万円、池田には300万円を渡したとされている。
東京地検特捜部が調査を開始、資金面で日本通運の管財課長が5億円のリベートを管理していたことを突き止めたほか、グループ企業も含めた多数の関係者を脱税容疑で逮捕して金の流れを調べたが、結果的に空振りに終わった。
この際、日本通運前社長の福島敏行の取調べにあたっては、後に検事総長になる吉永祐介が東京地検特捜部の検事として参加した。
東京地検による捜査は井本台吉検事総長と東京地検次席の河井信太郎による内部対立を呼び、その結果、河井が失脚。東京地検特捜部がこの後8年の長い眠りについたきっかけとなる事件との評価もある。

## 経緯
- 1967年（昭和42年）10月31日 東京国税局が大和造林という社員3人の造園業者を捜索。
- 1968年（昭和43年）1月11日 日本通運は社長福島敏行、4人の副社長（西村猛男、小幡靖、池田幸人、入江逓男）が突如辞任し、序列12番目の澤村貴義専務が新社長に就任する。
- 1968年（昭和43年）2月18日 参考人として取調べを受けていた福島敏行前社長の次男の福島秀行資金課長が検察庁ビルから飛び降り自殺。
- 1968年（昭和43年）2月23日 東京地検特捜部が管理課長を業務上横領の疑いで逮捕。
- 1968年（昭和43年）4月8日 東京地検特捜部が福島敏行前社長と西村猛男前経理担当副社長を業務上横領の疑いで逮捕。
- 1968年（昭和43年）4月19日 新橋の料亭「花蝶」で池田正之輔、福田赳夫（当時：自由民主党幹事長）とともに、井本台吉検事総長が会食。
- 1968年（昭和43年）6月4日 東京地検特捜部が大倉精一をあっせん収賄の疑いで逮捕。
- 1968年（昭和43年）6月22日 検事総長公邸で行われた検察首脳会議は、池田正之輔の逮捕の可否をめぐり激論となったが、結論が出なかった。
- 1968年（昭和43年）6月23日 前日に引き続き再開された検察首脳会議で、池田正之輔を逮捕すべきだとの河井信太郎東京地検次席検事はじめ東京地検の意見に対し、井本台吉検事総長は逮捕に反対した。7月7日に迫る参院選に影響を与えるとの理由であった。結局、最高検刑事部長の山本清二郎が提示した「池田正之輔を逮捕せず、大倉精一と同時に起訴する」という折衷案が通った。
- 1968年（昭和43年）6月24日 東京地検特捜部は池田正之輔と大倉精一を起訴し、家宅捜索を行う。このときに4月19日新橋の料亭「花蝶」での4万910円の領収書が見つかる。東京地検特捜部は、大倉の逮捕は認めたが、池田の逮捕を井本が強硬な態度で認めなかったことと、花蝶の会合とは無関係ではあり得ないと激怒した。
- 1968年（昭和43年）9月2日 共産党機関紙赤旗が4月19日新橋の料亭「花蝶」での井本台吉検事総長と池田正之輔との会食を掲載。井本は、「この会食は日通事件とは関係がない。検事総長に就任したときに池田正之輔が祝いの宴を開いてくれたので、そのお返しとして一席設けただけだ。代金の4万910円も、もちろんポケットマネーで払った。福田赳夫は私の友人として出席しただけだ」と記者会見で語った。なお、井本と福田はともに1905年（明治38年）に群馬県で生まれ、旧制第一高等学校から東京大学へ進んだ友人であり、昭電疑獄で福田（当時：大蔵省主計局長）が逮捕・起訴されたときに公職追放中の井本が弁護士として無罪判決に寄与したという関係がある。
- 1968年（昭和43年）9月9日 河井信太郎は東京地検次席から最高検検事へ棚上げされた。この後、水戸地方検察庁に異動し、二度と東京に戻ることがなかった。
- 1968年（昭和43年）11月4日 池田正之輔は河井信太郎を名誉毀損で告訴。この他、民事でも慰謝料2,000万円と朝日、毎日、読売三紙に謝罪広告掲載を求める訴えを東京地裁に提起した。
- 河井信太郎は雑誌『月刊現代』11月号での池田正之輔に対する反論をめぐり、水島廣雄そごう社長に「池田とのトラブルを解決することを委任します。」との委任状を書いたことを理由に、法務大臣から訓告処分を受けた。
- 1968年（昭和43年）12月5日 池田正之輔は検察官適格審査会（会長：小野清一郎）に対し河井信太郎の懲戒免職を求める申立てを行う。
- 1977年（昭和52年）10月14日 最高裁判決で、池田正之輔は懲役1年6月、追徴金300万円の実刑が確定。名誉毀損、民事訴訟、検察官適格審査のいずれも池田の敗北に終わる。